# Баштау

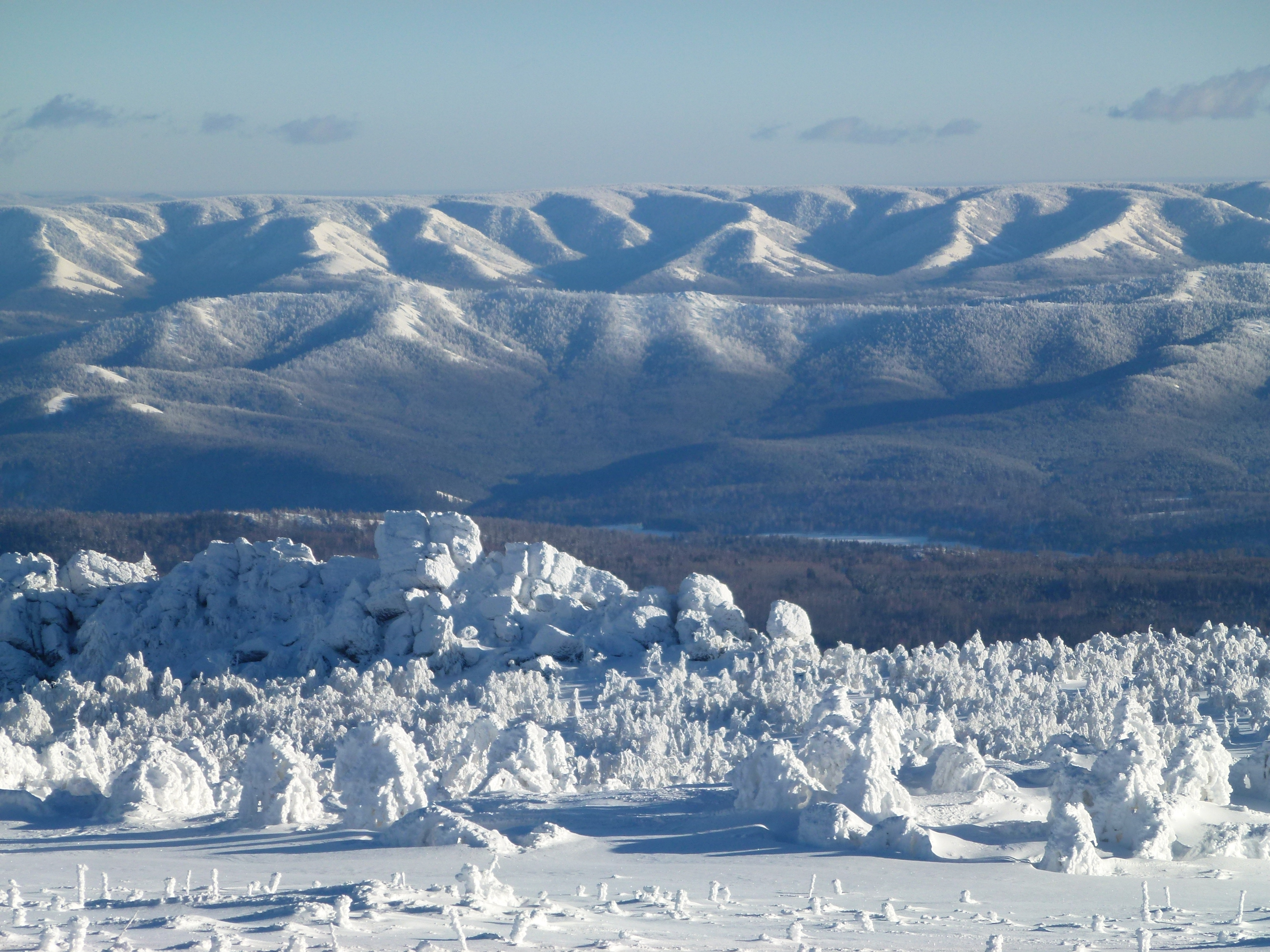
Хребет Баштау

Баштау — горный хребет на Южном Урале. Находится на территории Белорецкого района Башкортостана.
Хребет Баштау растянулся вдоль меридиана между рек Б. Авзяна и Белой до г. Караташ по Белорецкому району.
Длина хребта составляет 40 км, ширина — около 10 км, высота 1271 м (г. Б. Шатак).
Хребет делится на южную, центральную и северную части.
Южная часть — параллельные гряды высотой до 180 м от уровня р. М. Авзян (приток р. Б. Авзян) с вершинами — скалообразными останцами высотой 1043 м (г. Катушка) и 950 м. Здесь берут начало реки М. Авзян и Кухтур (притоки р. Белая).
Центральная часть наиболее высокая со скалистыми вершинами гг. Б. Шатак и Капкаташ (1099 м). Здесь крутые западные крутые с пологими подножиями и пологие восточные склоны со скоплениями камней; берут начало притоки р. Кухтур.
Северная часть невысокая, высотой до 900 м, на восточных склонах встречаются скалистые обнажения.

## Состав
Хребет сложен кварцито-песчаниками, конгломератами, аргиллитами, основными и кислыми эффузивами машакской свиты среднего рифея.
Присутствует высотная поясность ландшафтов. До высоты 500 м берёзово-осиновые леса с примесью сосны, от 500 до 900 м — берёзово-сосновые леса с примесью лиственницы, свыше 900 м — лиственничники с 600-летними деревьями.

## Топонимика
В переводе с башкирского Баштау — главная гора.